# Tătărăștii de Jos
Tătărăștii de Jos est une commune du județ de Teleorman en Roumanie.